# Arctotis venusta
Az Arctotis venusta a fészkesvirágzatúak (Asterales) rendjébe és az őszirózsafélék (Asteraceae) családjába tartozó faj.

## Előfordulása
Az Arctotis venusta eredeti előfordulási területe Afrika déli felén található Botswanában, a Dél-afrikai Köztársaságban, Lesothóban, Namíbiában és Zimbabwéban van.
Az ember betelepítette: Franciaországba, a Madeira-szigetekre, Mauritiusra és Portugáliába.

## Képek

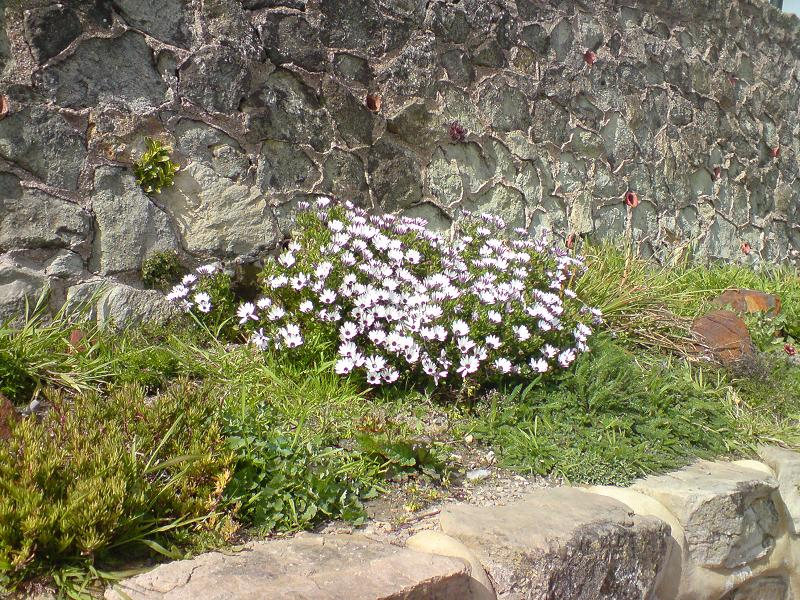
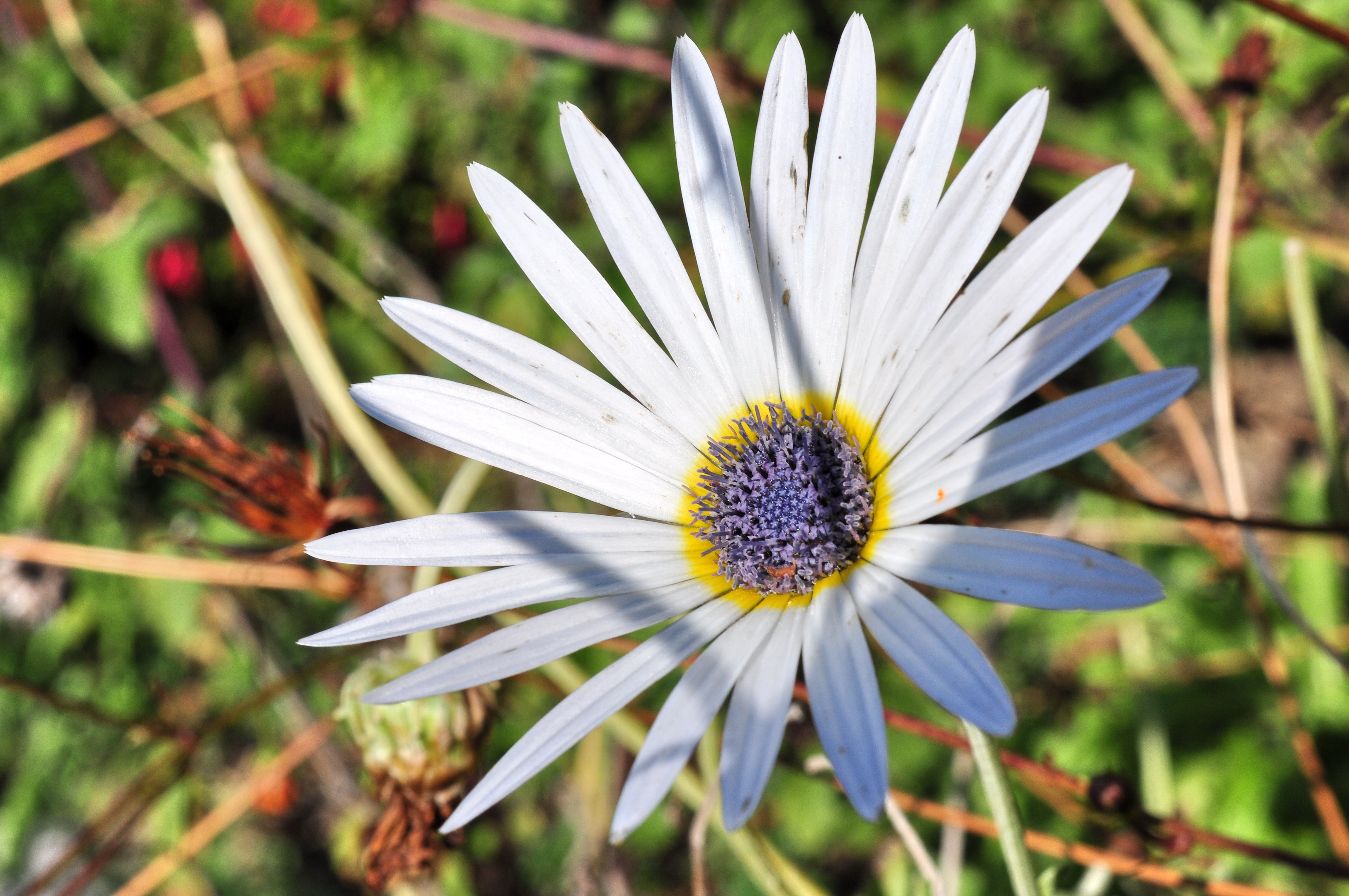
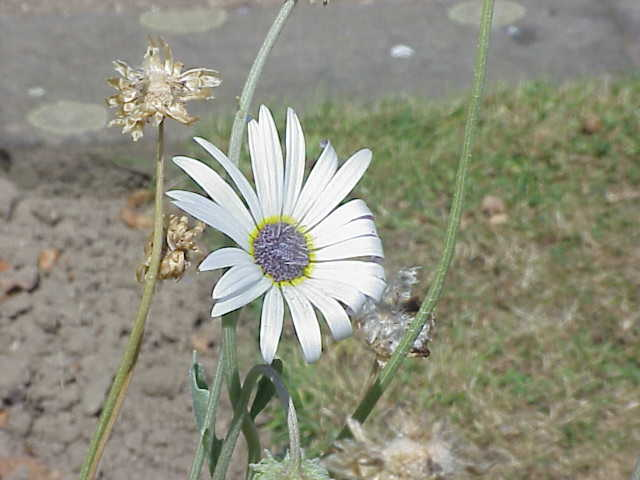

## Megjelenése
Egyéves növény, amely nem nő túl magasra, általában csak 8-60 centiméteresre. A szürkés, felálló szára a talaj alatt elfásult tároló gyökérré alakult át. A szárának alsó felén a levelek sűrűbben ülnek, mint feljebb; alul 10-20 centiméter hosszúak és 2-4 centiméter szélesek, míg felül csak 9 centiméter hosszúak. A virága tipikusan az őszirózsafélékre jellemző fészekvirágzat; a színe lehet fehér vagy rózsaszín.